# Natalia Madaj
Natalia Madaj, född 25 januari 1988 i Piła, är en polsk roddare.
Madaj blev olympisk guldmedaljör i dubbelsculler vid sommarspelen 2016 i Rio de Janeiro.